# Таблиці долі

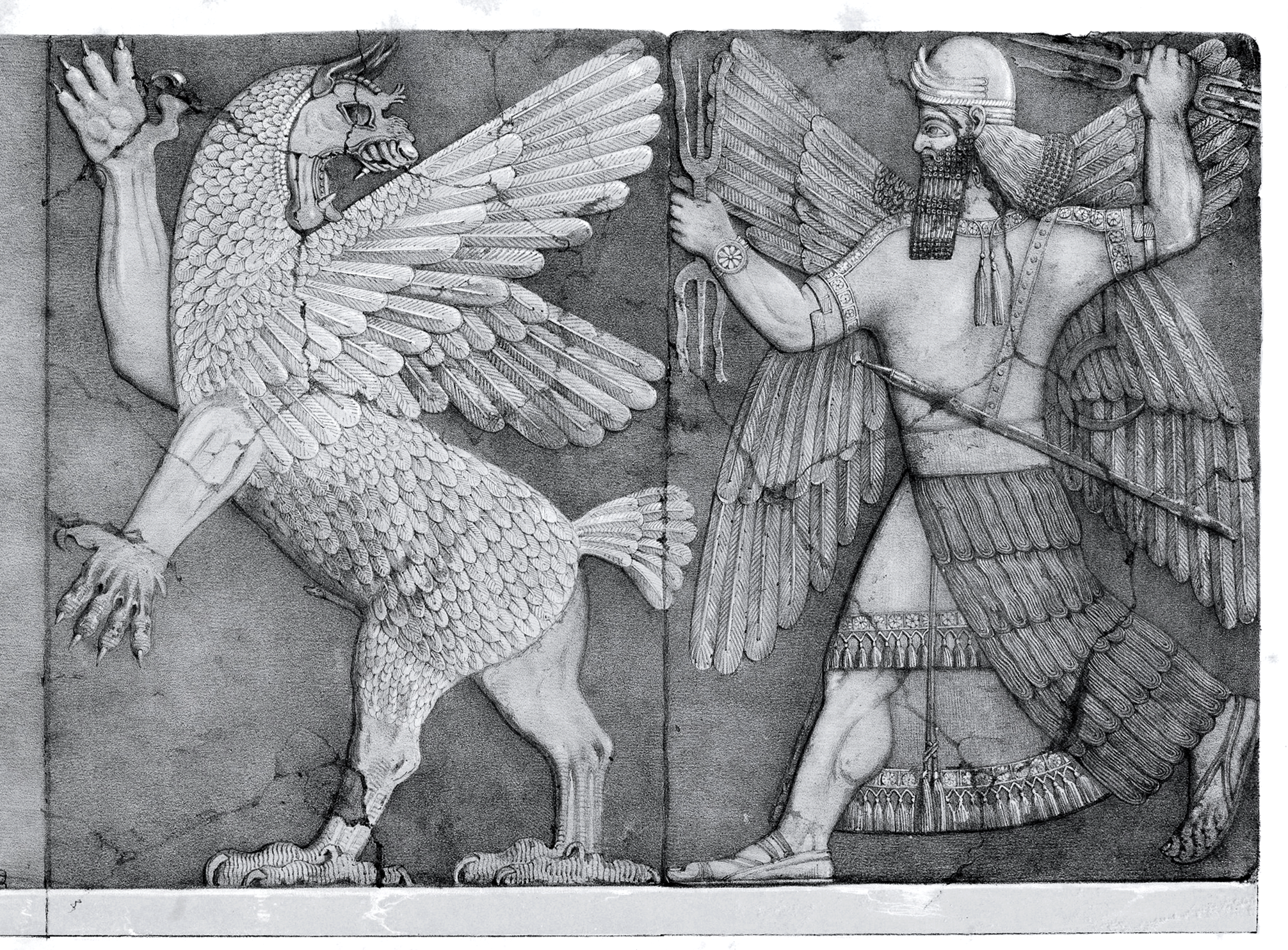
Можливе зображення битви Нінурта та Анзу за «Таблиці долі».

Таблиці долі (від шумер. 𒁾𒉆𒋻𒊏 dub.nam.tar.ra; аккад. ṭuppi šīmāti), також Таблиця доль — в ассирійській та вавилонській міфології один із центральних і найпотужніших артефактів. Цей міфічний об'єкт уявлявся як глиняна табличка, вкрита клинописним письмом, на якій також були відбитки циліндричних печаток. Вона функціонувала як постійний юридичний документ, що надавав богу Енлілю його верховну владу як правителя всесвіту. Володіння «Таблицями долі» означало не лише панування над іншими богами, але й унікальну здатність трансформувати поточні обставини, повертаючи їх до початкового стану, таким чином переписуючи хід долі.

## Міфологія
Шумерське слово namtarra хоч і перекладається українською як «доля», але все ж таки має ширше значення. Коли в українській мові «доля» є незворотною, то в шумерській картині світу її можна змінити і переписати. Для цього можна було скористатися магією або попрохати бога, зазвичай «доля» передавалася від головного до другорядного: від бога до царя, від царя до народу, від батька до сина. Що чимось нагадувало поняття «Ме» в шумерській міфології.
Царі часто просили богів внести зміни до таблиць. Наприклад, відомо про молитви Ашшурбаніпала та Навуходоносора, де вони просять божественного писаря Набу продовжити їх життя. Таблиці згадуються на «Печатці долі царя Сінаххееріба», де сім божеств визнають Сінаххееріба володарем світу. Одним із божеств є Ашшур, який і тримає ці таблиці.
Деякі дослідники припускають що між «Таблицями долі» та «Урім і туммім» може бути зв'язок.

### Анзу та викрадення таблиць

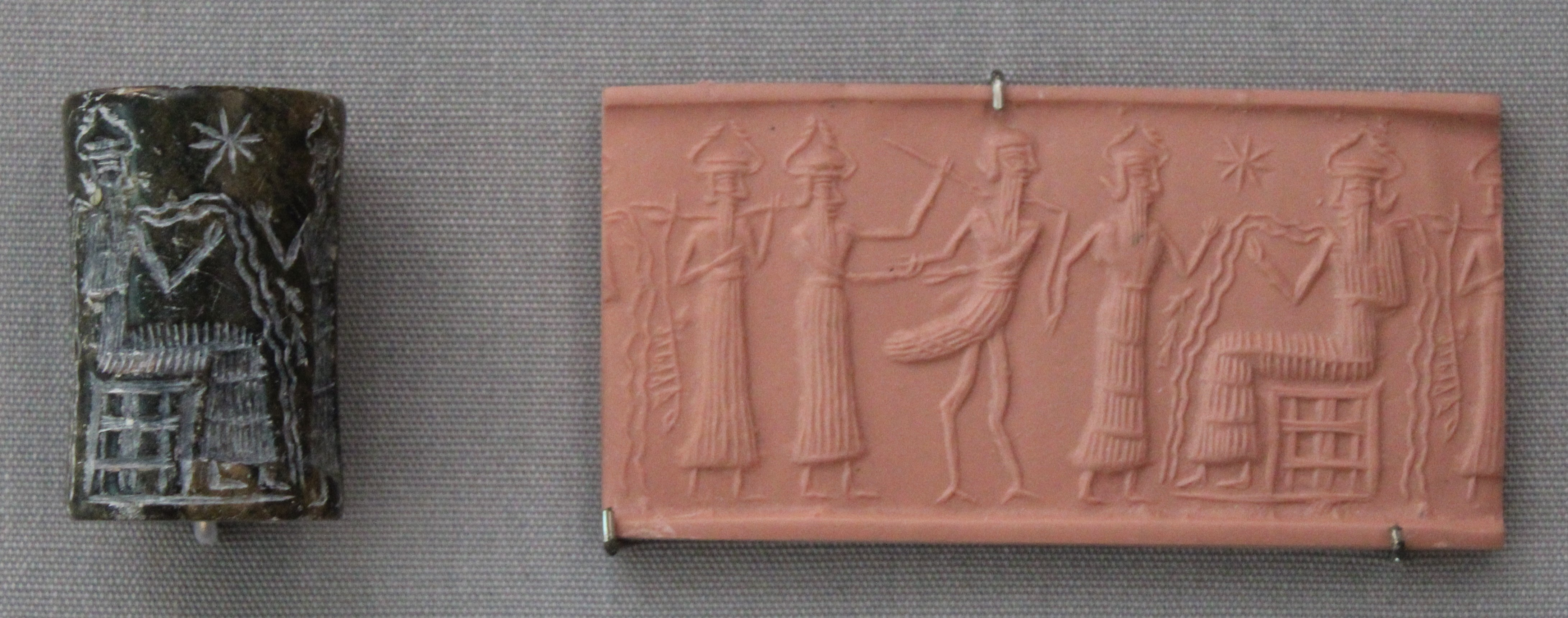
Циліндрична печатка. Праворуч зображено бога Енкі на троні, з його плечей тече вода. Інші боги привели йому полоненого птаха Анзу.

Одним із ключових наративів, що демонструють значення «Таблиць долі», є міфи про птаха Анзу (також відомого як Імдугуд). У різних версіях цього міфу Анзу викрадає «Таблиці долі» або у бога Енліля, або у бога Енкі, які їм подарувала богиня Нінхурсаг. Це викрадення мало катастрофічні наслідки, оскільки воно спричинило хаос на небесах та на землі, підкреслюючи, що таблиці були неодмінною частиною підтримки космічної гармонії. Ба більше, під захистом таблиць (які діяли як захисний амулет) Анзу став майже невразливим. Повернення таблиць, зазвичай богом Нінуртою або Мардуком, було необхідним для відновлення порядку у всесвіті.

### Нінурта та Черепаха
У шумерській поемі «Нінурта та Черепаха» таблиці спочатку перебувають у бога Енкі, який проживає в Абзу – первісному морі під землею. Міф розповідає, як птах Анзу викрадає таблиці в Енкі. Герой Нінурта успішно повертає таблиці після битви з Анзу, але замість того, щоб повернути їх Енкі, він вирішує привласнити їх собі, прагнучи отримати владу над світом. Однак Енкі, бог мудрості та хитрості, передбачає амбіції Нінурти. Він створює черепаху з глини Абзу, яка заманює Нінурту в пастку, хапаючи його за сухожилля та затягуючи в глибоку яму. Хоча кінцівка поеми не збереглася повністю, передбачається, що таблиці були повернуті Енкі, а Нінурта отримав урок про небезпеку зарозумілості та руйнівну природу влади, коли вона не підкріплена мудрістю.

### Міф про Інанну
Також існував міф за яким богиня Інанна хотіла наділити своє місто Ерех (Урук) усіма благами цивілізації. Тож вона вирушає до свого батька Енкі. Він влаштовує пишний бенкет і п'яніє, а Інанна забирає «Таблиці долі» (або «Ме») і повертається в Ерех. Коли батько дізнається про крадіжку, він відправляє свого слугу Ісімуда повернути таблиці, сім разів той намагається забрати їх, але йому заважає Ніншубур, тож благословення залишаються у місті.

### Енума еліш
Вавилонський епос про створення світу «Енума Еліш» описує «Таблиці долі» як критично важливий елемент у боротьбі за владу. Вважлося, що те божество, яке покладе їх собі на груди, матиме владу над усім світом. На початку конфлікту, розлючена богиня Тіамат, яка створює армію монстрів, щоб протистояти молодшим богам, передає «Таблиці долі» Кінгу, роблячи його своїм чоловіком та командувачем армії. Це надає Кінгу владу «визначати долі», що означає його здатність впливати не лише на події, але й на саму фізичну природу світу. Кульмінація епосу настає, коли Мардук, син Енкі, перемагає Тіамат. Він забирає «Таблиці долі» у Кінгу та прикріплює їх до своїх грудей. Після створення всесвіту з тіла Тіамат, Мардук передає «Таблиці долі» Ану, ще більше зміцнюючи свій новонабутий верховний статус серед богів. Існують припущення, що в більш ранніх версіях цього міфу героєм міг бути Енліль, що вказує на адаптацію міфів для відображення змін у політичному та релігійному ландшафті Месопотамії.